# Medalla de Oro de Canarias
La Medalla de Oro de Canarias es una condecoración que otorga el Gobierno de Canarias como reconocimiento a las personas físicas o jurídicas que desempeñen, tanto en Canarias como en su exterior, su quehacer diario o su existencia en beneficio de la sociedad canaria.
Se creó oficialmente el 9 de mayo de 1986 a propuesta del Consejero de la Presidencia, Manuel Álvarez de la Rosa y previa deliberación del Gobierno de Canarias.

## Otorgamiento
La Medalla de Oro de Canarias se otorga por Decreto, la concede a través de petición del Presidente del Gobierno de Canarias por decisión propia o por petición del Parlamento de Canarias.
No puede ser otorgada a altos cargos en la Administración Pública, ni personas que desempeñen cargos electivos.

## Registro de condecorados
| Año  | Nombre |
| ---- | --- |
| 1986 | Juan Carlos I |
| 1988 | José Luis Doreste Blanco |
| 1989 | Fernando Díaz Cutillas |
| 1990 | Diario de Avisos (periódico) |
| 1992 | Universidad de La Laguna - Francisco Sánchez Martínez - Luis Doreste Blanco - Roberto Molina Carrasco - Domingo Manrique de Lara Peñate - Patricia Guerra Cabrera |
| 1993 | Diario de Las Palmas (periódico) - Francisco Borges Salas - Lola de la Torre Champsaur |
| 1994 | Agrupación Canarias del Tercio III Don Juan de Austria de la Legión - Sociedad La Cosmológica - Santiago Santana Díaz |
| 1995 | Giuseppe Ciavarini Azzi (Pte. Del Grupo Inter-Servicios de la CE) - Luis Jorge Ramírez - Guillermo Topham Díaz |
| 1996 | Los Sabandeños - Cristino de Vera Reyes - Alfonso de Armas Ayala - Jorge Perdomo Moreno - Félix Urquijo Grijalba - Gabino Jiménez Benito |
| 1997 | José María Millares Sall - Jesús Telo Nuñez - Félix Duarte Pérez - Félix Casanova de Ayala - Pedro García Cabrera - Tony Gallardo Navarro - Rafael Caldera Rodríguez |
| 1998 | Francisco Aguilar y Paz - Elfidio Alonso Rodríguez - Javier Elorza Cavent - Juan Rodríguez Doreste |
| 1999 | Alfonso Chiscano Díaz - José María Fuster Casas - Pedro Cullen del Castillo |
| 2000 | José Saramago - Eduardo Bautista - Juan Barbuzano - Consejo Regulador de Vinos Tacoronte-Acentejo - Radio Club Tenerife - Real Club Náutico de Gran Canaria |
| 2001 | Taburiente - Camilo Sánchez Benítez - Sociedad la Democracia de Arrecife - María Dolores Sánchez Ramírez - Asociación de Ganaderos de Tenerife - Cámara de Comercio, Industria y Navegación de Las Palmas |
| 2002 | Cámara de Comercio, Industria y Navegación de Santa Cruz de Tenerife - Gumersindo Trujillo Fernández - Los Gofiones - Club Voleibol Tenerife Marichal - Benigno Pérez Concepción - Consejo Regulador Denominación de Origen Queso Majorero - Juan Manuel Suárez del Toro - Manolo Vieira - Matías Díaz Padrón - Olga Ramos - Luis Molowny |
| 2003 | Rafael Arrocha Niz - Jardín Botánico Viera y Clavijo - Club Deportivo Playas de Jandía - Asociación "Isaac Newton" de Profesores de Matemáticas - Ramón Trujillo Carreño - Maximiano Trapero Trapero - Carmen Luisa González Expósito - Manolo Blahnik - Los Campesinos - Juan Brito - Fundación Centro de Orientación Familiar de Canarias - Asociación Canaria de Amigos de la Ópera - Cooperativa del Campo de Frontera - Destiladera SL - Centro Archipiélago Canario                                           |
| 2004 | Ateneo de La Laguna - Congregación de Hijas de la Caridad de San Vicente Paul - Gerardo Jorge Machín - Jacinto Alzola Cabrera - Grupo Coros y Danzas Nambroque |
| 2005 | Lothar Siemens Hernández - Manuel González Izquierdo - Gabinete Literario - Rosario Álvarez Martínez - Círculo de Amistad XII de Enero - Josefina Pla - Escuela de Actores de Canarias - Jane Millares Sall - Anuario de Estudios Atlánticos - Francisco Javier Pérez Machín - Pollito de La Frontera - Galería Leyendecker |
| 2006 | Los Ranchos de Canarias - Rafael Nebot - Víctor Pablo Pérez - María Adela Martínez - Sociedad Aridane - Carmelo González Acosta - Rosana - Proyecto Hombre - José Sánchez Rodríguez - Leopoldo Cólogan - Juan Ramón Hernández Martín |
| 2007 | José Antonio Rial González - Cleto Sánchez Vellisco - Ángel Ferrera Martínez - Pedro Luis Cobiella - Antonia San Juan - Goya Dorta - Goya Toledo - Real Club Náutico de La Palma - Elisa Martí Gorostiza |
| 2008 | José Javier Pérez Rodríguez - Manuel Sosa Medina "Sandokan" - Concepción Trujillo Jara - Agapito Martín Zarcero - Concepción Fleitas Perdomo |
| 2009 | José Antonio Ramos - Cristian Hunt - Juan José Armas Marcelo - Carlos Bastareche - Matilde Arroyo - Joaquina Cubas de Saá - Cooperativa de quesos de Arico - Cabildo de El Hierro |
| 2010 | Arístides Hernández Morán - Jesús Omar González Quintero - Expocanarias 2023 - Real Club Victoria - Loro Parque - El cielo de La Palma |
| 2011 | Ángel Luis Tadeo - Ladislao Rodríguez Bonilla, "El mudo de Haría" - Plataforma Palmera de Atención Integral a la Discapacidad (Indispal) - Mancomún de la costa de Fuerteventura - ULPGC - ULL - David Jiménez Silva - Pedro Rodríguez Ledesma |
| 2012 | FECAI - Fundación El Patio - Francisco Hernández Delgado - César Fernández-Trujillo de Armas - Bancos de Alimentos de Canarias - Plataforma Piñera por el Volcán de la Restinga - María Teresa Noreña Salto - FUNCASOR - La Lajita OASIS PARK |
| 2013 | Quesería la Gambuesa - Escuela de Arte Pancho Lasso - Escuela de Arte de Santa Cruz de la Palma Manolo Blahnik - Celso Albelo - Comité Español de Representantes de Personas con Discapacidad de Canarias - La ONCE - Instituto Universitario de Enfernedades Tropicales de Canarias - Carlos González Cuevas |
| 2014 | Julián de Armas Rodríguez - Garik Israelian - Domingo Rodríguez Oramas “El Colorao” - Sergio Rodríguez Gómez “El Chacho” - Margarita Páez Guadalupe “Margarona” - Juan Padrón Morales - Canary Islands Car - Aguas de Teror - Servicio de Búsqueda y Rescate - Servicio de información Meteorológica de Radio Televisión Canaria |
| 2015 | Tomás Padrón Hernández - Jerónimo Saavedra Acevedo - Juan Verde Suárez - Ildefonso Aguilar de la Rúa - Jesús Simancas Megolla - Brian Morris - Elfidio Alonso Quintero - Luis Balbuena Castellano - Berta Pérez Moreno - Greenpeace - Periódico El Día - Periódico La Provincia - Lopesan - Feria de Artesanía de Antigua - Bajada de la Virgen de Santa Cruz de La Palma - Servicio de Epidemiología y Prevención de la Dirección General de Salud Pública, Servicio Canario de la Salud - Real Casino de Tenerife |
| 2016 | Ángela Delgado Díaz - James Costos - Colegio La Salle San Ildefonso (Santa Cruz de Tenerife) - Club Baloncesto Gran Canaria - Andrés Santana - Francisco Delgado López - Proactiva Open Arms - Elsa López |
| 2017 | Asociación Niños Especiales de La Palma (NEP) - Los Guaraperos (La Gomera) - Ramón Padrón Cejas - Michelle Alonso Morales - Israel Oliver Peña, María Cristina del Pino Segura Gómez - Escuela Luján Pérez (Gran Canaria) - Basilio Valladares Hernández - Comité de afectados Casco Viejo de Corralejo - Iniciativa ciudadana "La Graciosa, la Octava Isla" - Club Baloncesto Iberostar Tenerife |
| 2018 | Asociación de Afectados del Vuelo JK5022 - Movimiento Feminista de Canarias - Asociaciones Canarias de la Memoria Histórica - Rosanna Simón Álamo - Manuel Santacruz Socas, "Palenke" - Asociación Fuerteventura contra el Cáncer - Concha Jerez - Antonio Manuel Cabral Betancor - Mercado de Nuestra Señora de África - Loceras de La Gomera - Confederación de Empresarios de Las Palmas y CEOE de Tenerife - Alcira Padrón Armas.                                                                               |

## Características
Joya circular montada sobre base octogonal alargada de 50 mm. en su eje mayor y de 42 mm. en el menor. En el anverso, sobre fondo de oro, está el escudo de Canarias con sus colores. En el reverso figura grabada la fecha de concesión, la leyenda de comunidad autónoma de Canarias y el nombre del condecorado. Esta joya se lleva colgada del cuello por una cinta de 33 mm de ancho de color blanco, azul y amarillo. Las damas condecoradas llevan la Medalla pendiente de un lazo.
Las Instituciones, corporaciones o entidades Canarias que se les otorgó la Medalla de Oro de Canarias pueden usar sus cintas en forma de corbatas en sus banderas o estandartes, y dibujada, grabada, pintada o bordada la Medalla en sus elementos decorativos de uso colectivo.